# ビリー・ミルズ
ビリー・ミルズ (William ("Billy") Mills、1938年6月30日-)は、アメリカ合衆国の陸上競技選手。1964年東京オリンピック男子10000mにおいて、オリンピック史上に残る大番狂わせにより金メダルを獲得した選手である。

## 生い立ち
ミルズはサウスダコタ州出身のオグララ・スー族のインディアンである。パインリッジインディアン保留地で育った。彼は7歳の時に母親を亡くし、父シドニーはミルズ以下13人の子供を一人で育てた。この父シドニーが子供のころに教えてくれた、「成功とは、人生においてはっきりとした望みを見つけることだ」という言葉が、自分の人生の哲学になり、この教えのおかげで後に金メダルを取ることができたと、ミルズは述懐している。
父シドニーはミルズが12歳のときに亡くなり、兄のシドニーと姉のマージーが、ミルズたちを育ててくれた。ミルズはパインリッジのインディアン寄宿学校に送られた。
寄宿学校を卒業すると彼は、生前の父の「スポーツをやったらどうだい？」との言葉に従い、カンザス州ローレンスにあるスポーツで有名な「ハスケル・インディアン高校（現在の「ハスケルインディアン部族大学」）に進み、ここで競技をはじめた。
ハスケル在学中は、夏休みにはネブラスカ州バレンタインの倉庫で、朝の6時から夕方5時までアルバイトをして学費を稼いだ。インディアンに対する差別によって部屋が借りられなかったので、夏の間、インディアンのバイト仲間と二人で廃車置き場の廃車の中で寝泊りをし、小川で行水をする毎日だった。
ハスケルでミルズはトニー・コフィンコーチの「人間性と誇りに基づく、スポーツマンシップこそがインディアンの道だ」との言葉に感銘を受け、コーチの勧めでクロスカントリーを選んだ。　
ミルズは本来は陸上競技よりもフットボール志望だったが、フットボールの練習に参加したものの3週間しかもたず、結局コフィンコーチの助言に従うことにした。ハスケル高校通算成績は、クロスカントリーで1位、1マイル走で5位だった。

## 差別の中での記録
ミルズはカンザス大学に陸上で奨学金を得て入学。在学中に全米学生選手権のクロスカントリーを3度制し、1960年代にはビッグエイトクロスカントリー選手権の個人タイトルも獲得している。カンザス大学陸上チームはミルズが在籍した1959、1960年の屋外国内選手権を制している。
だが、それらの記録は全く無視された。記念写真を撮る際も、優勝者である彼はいつも白人の中から外へ出された。社交クラブへの入部も拒否された。親戚の話をすると、インディアンの名前がおかしいと笑い物にされた。インディアンであることから受ける差別と嫌がらせのあまりのひどさに、ミルズは3年生のときに大学を辞める決心をし、高校時代のコフィン・コーチにバス停から電話をした。駆けつけたコフィンはミルズの前で号泣し、「目的も楽しみも見つけられない人間はたくさんいるというのに、逃げ出す君が悲しい」と諭し、思いもよらない言葉に驚いたミルズは、再び競技を続けることにした。バスはミルズの荷物を乗せたまま行ってしまい、コフィンコーチは代わりの服をミルズに買ってくれた。
1960年、大学4年の際に、妻パトリシアと結婚。この年、ミシガンでのNCAAクロスカントリー1部リーグで優勝したにもかかわらず、優勝者の彼は記念写真から出るよう強要される。カナダ代表の選手は、「アメリカ人選手で優勝したのは彼なのに、何故なんだ？」とミルズに代わってつめよった。卒業後、海兵隊の中尉となる。　
1963年、ニューヨークでのアマチュア陸上競技連盟のクロスカントリー決勝で、アメリカ人選手で最高の3着に入賞した。この際も写真から外れるよう嫌がらせを受けたが、居合わせた海兵隊将校がそうさせなかった。こうして初めて記録写真にミルズの姿が残った。ここまでで、クロスカントリーの1部リーグでミルズに勝てたアメリカ人選手はたった一人しかいなかったが、こうした差別の陰でそれは隠れていた。
ミルズはのちに、「人々が私の金メダルが偶然だと思っていることを、いつも意外に思っている」と語っている。

## 東京オリンピック（1964年）

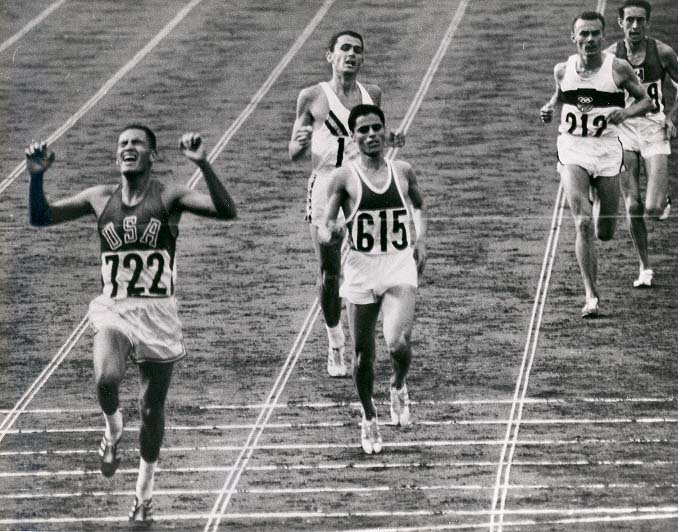
東京オリンピックの10000m走で優勝するミルズ（左端）

ミルズは1964年東京オリンピックの10000mとマラソンの米国代表に選ばれる。それまで、アメリカ人はもとより西半球出身の選手は誰も10000mに勝利したことがなかった。東京オリンピックでは世界記録保持者であるオーストラリアのロン・クラークを中心に、前大会、ローマオリンピック10000m金メダリストのソ連のピョートル・ボロトニコフと前大会、ローマオリンピック5000m金メダリストのニュージーランドのマレー・ハルバーグとの間で争われると思われた。
アメリカの選考会をリンドグレンに8秒あまり遅れて2位で通過したミルズは、6マイルレースでも27分56秒2を出していたが、上記の差別待遇のためにまったくの無名であった。選考会で記録したタイムも29分10秒4と、クラークのベストタイムからは1分近くも遅いものであった。
10000mの決勝は、クラークがペースを作る形で進む。クラークのペースでラップを刻んでいく作戦は次第に効果が現れてきた。レースの半分を過ぎたところで、クラークについていたのはチュニジアのモハメド・ガムーディ、エチオピアのマモ・ウォルデ、そしてミルズの3人だけであった。このあたりでクラーク、マモ、ガムーディ、ミルズの4人に先頭集団が絞られ、この中から優勝者が出ることは間違いない情勢になった。第2集団では日本の円谷幸吉、ソ連のドゥトフ、 イワノフ、オーストラリアのクックが争い、レース後半は円谷とイワノフが残り、熾烈な5位争いを繰り広げた。 
クラーク、ミルズ、マモが代わる代わる先頭に立ち、レースは進んでいった。ガムーディはクラークをマークしてぴったり後ろにつき、1度も先頭には立たない。そして、ラスト2週のところで遂にマモが脱落し、先頭集団から10、15ｍと遅れ始めた。残るは3人。クラークは28分15秒6の世界新記録のタイムを持っていたが、ガムーディもミルズも共に29分を切ったことのない選手であったため、これはクラークのレースだと思われた。
ミルズとクラークのやや後方にガムーディがつく展開でファイナルラップに突入した。第2コーナーを回る時、クラークが周回遅れのランナーを抜くために右に出た。その拍子にミルズにぶつかり、クラークはミルズに1、2度肘打ちをした。ミルズは外側に押し出され、よろめいたものの持ち直すと、間を置かずに今度はガムーディがミルズとクラークの間を両手を振り下ろして割って入り（はっきり映像に残っている）、ここで一気に飛び出して金メダルを決めたかに思えた。
クラークは咄嗟にガムーディを追いかけギアを上げるが、どこまでも2ｍの差がつまらない。一方でミルズは周回遅れの選手がバラバラに走る中で争いに入るには遠い位置にいた。しかし、ここから最後の直線でミルズは外側から驚異的なラストスパートでクラーク、ガムーディの2人を全力疾走で抜き去った。
ミルズは自己ベストを約50秒更新する28分24秒4のオリンピック新記録で、「世紀に残る大番狂わせ」での優勝劇を演じたのである。
あまり語られてはいないが、クラークとミルズは10000mの後、マラソンにも出場している。クラークは10kmまで独走したが9位、ミルズは14位という結果であった。

## その他

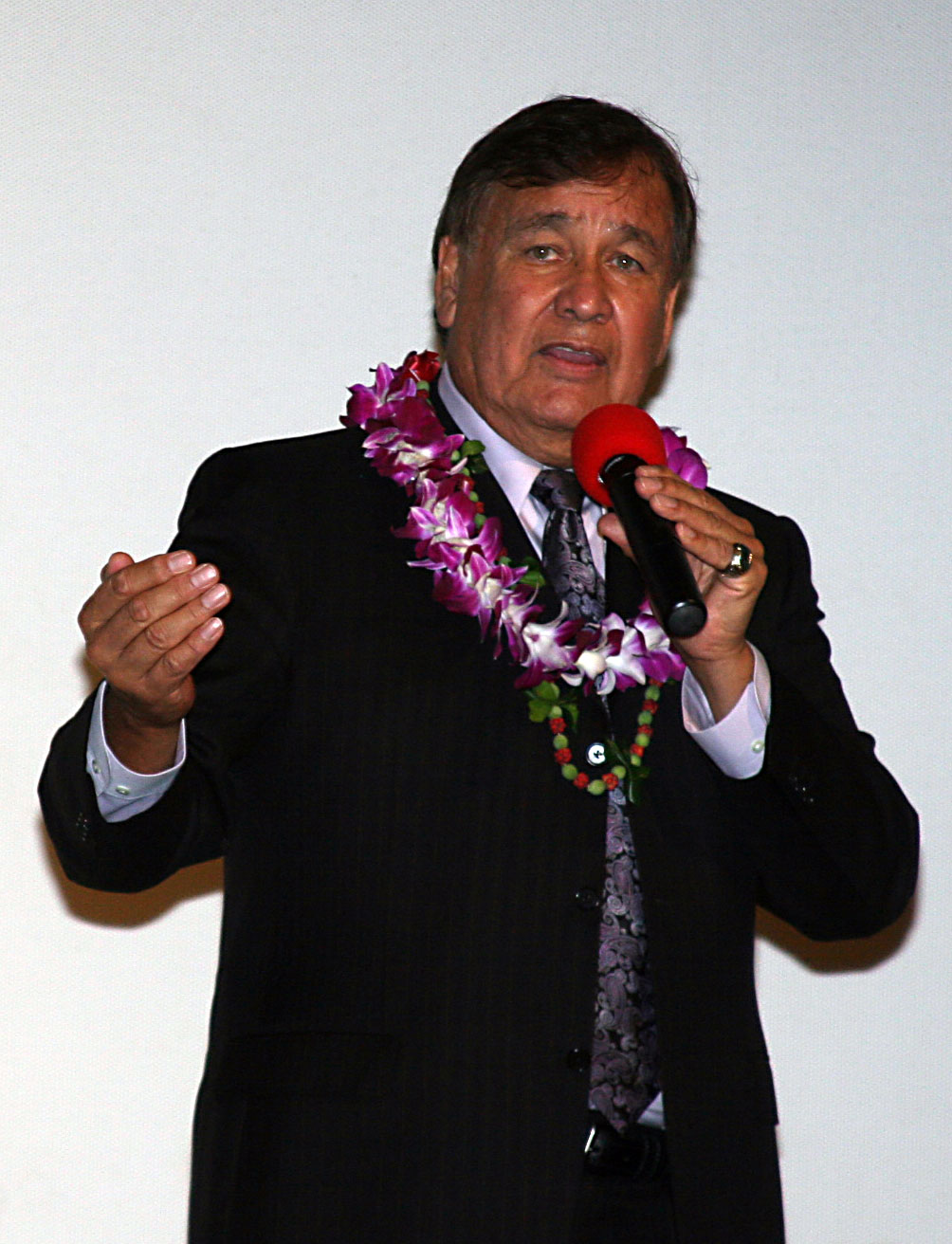
2010年当時のミルズ

- ミルズは父とコーチの二人から、「インディアンの戦士として生きろ」と教わり、次の目標を指導されたと語っている。
  - 自分のことは自分で責任を取れ、それが出来たら他者に救いの手を差し伸べよ。
  - 万事控え目であれ、我々はあらゆる生き物の上にも下にもいない。
  - 与えることの力を学べ、自分を敬い、他人を尊べ。
  - 精霊を尊べ、謙遜と、寄与、自尊心を核に気高さを築け。

- 1990年に、当時は無名だったニコラス・スパークスと共同で『ウォッキニ - 幸せへの内なる旅』を執筆した[1]。